# مقاومت به انسولین
مقاومت به انسولین، شرایطی است که در آن سلول‌های بدن پاسخ مناسبی به انسولین نمی‌دهند و به دنبال آن جذب گلوکز دچار اختلال شده و به طور ثانویه باعث افزایش قند خون می‌شود. در حالت مقاومت به انسولین مقدار انسولین تولید شده از پانکراس در بدن طبیعی و حتی بیشتر از مقدار طبیعی است اما مشکل در پاسخ سلول‌ها به انسولین است. مقاومت به انسولین معمولاً به صورت کشف‌نشده منجر به بروز دیابت تیپ ۲ می‌شود.

## تشخیص
- مقدار انسولین ناشتا: بالاتر بودن مقدار انسولین ناشتا از مقدار طبیعی (۶۰ پیکومول در لیتر) به عنوان نشانه‌ای از مقاومت به انسولین در نظر گرفته می‌شود.
- تست تحمل گلوکز: (IGT) قند خون بیمار دوساعت پس از مصرف ۷۵ گرم گلوکز خوراکی بین ۱۴۰ تا ۲۰۰ است.

اختلال در تست تحمل گلوکز می‌تواند نشانه‌ای از مقاومت به انسولین باشد. این حالت نوعی اختلال پره دیابتیک است.

## تاریخچه
مفهوم مقاومت به انسولین اولین بار در سال ۱۹۳۱ توسط پروفسور ویلهلم فالتا مطرح شد.